# ماهر المغامر
ماهر المغامر مسلسل رسوم متحركة أمريكي عرض لأول مرة في 22 سبتمبر 1986 واستمر عرضه حتى 26 مارس 1992 . تمت دبلجة المسلسل للغة العربية .

## روابط خارجية
- ماهر المغامر على موقع IMDb (الإنجليزية)
- ماهر المغامر على موقع كينوبويسك (الروسية)
- ماهر المغامر على موقع ألو سيني (الفرنسية)
- ماهر المغامر على موقع قاعدة بيانات الفيلم (الإنجليزية)